# Tachymetrie

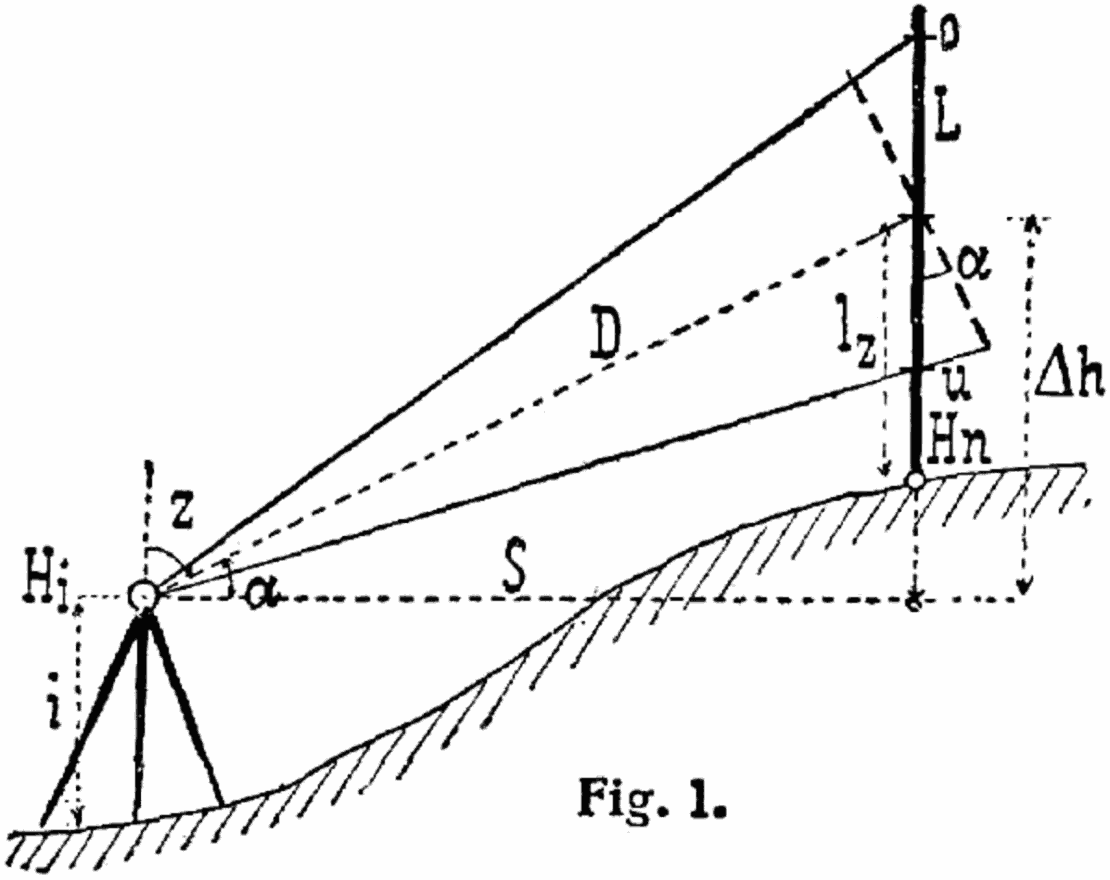
Messung nach der alten Methode (1904)

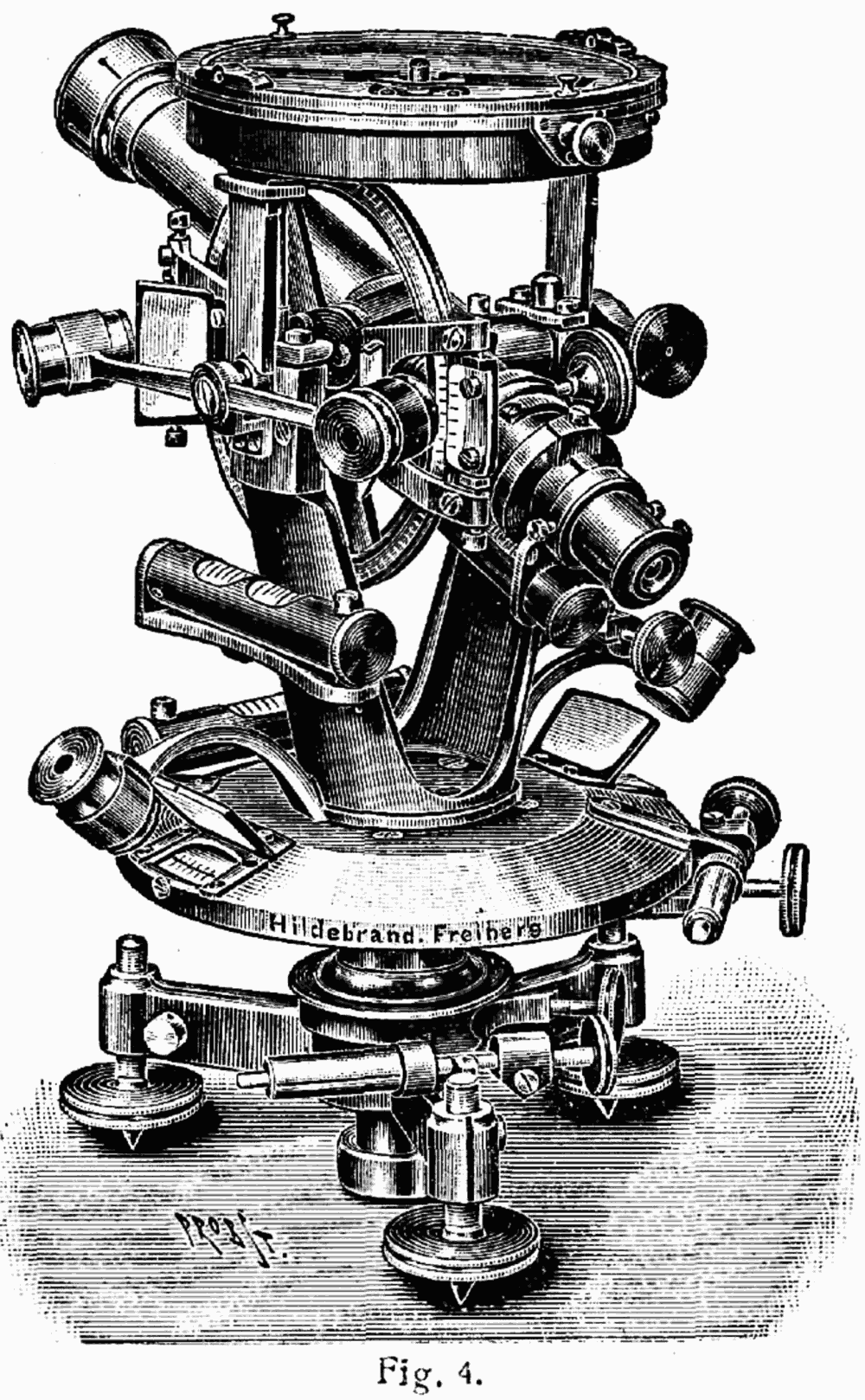
Historisches Tachymeter

Die Tachymetrie (griech. tachýs = schnell) ist die „Schnellmessung“ der Geodäten. Sie ermöglicht die gleichzeitige Aufnahme der Lage und Höhe vieler Punkte für technische Projekte, Katastervermessung oder zur Herstellung großmaßstäbiger Pläne und Karten. Die Methode wurde von Ignazio Porro erfunden und erstmals angewendet.
Die normale Lageaufnahme arbeitet nach dem Prinzip der Polarkoordinaten, also mit der Messung von Richtungen (Horizontalwinkel) und Distanz, und heißt Polaraufnahme. Die Höhe wird trigonometrisch aus Distanz und Zenit- bzw. Höhenwinkel bestimmt.
Mit der Tachymetrie wird die Messung von Distanz und Höhe beschleunigt, weil eine einzige Zielung (Visur) genügt:
- Tachymetrie alter Methodik: (vgl. Optische Entfernungsmessung (Geodäsie))
  - bei älteren Theodoliten durch Messung von Abschnitten einer Nivellierlatte zwischen den Distanzstrichen (Reichenbach-Fäden) des Fadenkreuzes, die multipliziert mit 100 die genäherte Entfernung ergeben;
  - bei Reduktionstachymetern durch Messung von Abschnitten der Messlatte zwischen Kurven, die ins Fernrohr eingespiegelt sind und sich je nach Zenitwinkel verschieben.
- Tachymetrie neuer Methodik:
  - Bei modernen Tachymetern durch elektro-optische Entfernungsmessung und automatische Registrierung aller Messwerte;
  - bei Totalstationen durch zusätzliche Möglichkeiten, ein Tachymeter mit anderen Messgeräten der Geodäsie zu kombinieren – z. B. GPS, weitere Lasergeräte oder Lotung.